# HD 107148 b
HD 107148 b是一顆質量下限只有土星70%的類木系外行星。不過它和土星不同的是，它和母恆星的距離只有日地距離的26.9%，但它的軌道離心率並不高，且與土星相當。

## 外部連結
- . Exoplanets.   [2012-10-10]. （原始内容存档于2009-11-25）.